# Droit numérique
Le droit numérique est la partie du droit spécifique aux nouvelles technologies. Il régit les problèmes créés par l'émergence de la société de l'information, et vise principalement :
- la protection de la vie privée mise à mal par la collecte informatique des données,
- la protection de la propriété intellectuelle, les œuvres étant facilement copiables illicitement sous leur forme numérique.
- l'accessibilité numérique contre fracture numérique.